# Гаронскис, Артурс Янович
А́ртурс Я́нович Гаро́нскис (25 мая 1957, Рига, Латвийская ССР, СССР) — советский гребец, серебряный призёр Олимпийских игр. Заслуженный мастер спорта СССР.

## Карьера
На Олимпиаде в Москве Артурс в составе распашной четвёрки с рулевым выиграл серебряную медаль.